# Роблес, Фабиан
Фабиан Роблес (исп. Carlos Fabian Lopez Gonzalez, conocido como Fabián Robles) (16 апреля 1974, Леон-де-лос-Альдама, Гуанахуато, Мексика) — известный мексиканский актёр театра и кино.

## Биография
Родился 16 апреля 1974 года в Леоне в семье актёра Фернандо Роблеса. В возрасте 8 лет переехал вместе со своей семьёй в Мехико, где он учится в театральной студии. В 1992 году поступил на учёбу в CEA на актёрский факультет. В мексиканском кинематографе дебютировал в 1994 году и с тех пор снялся в 40 работах в кино и телесериалах. Телесериалы Узы любви, Мне не жить без тебя, Шалунья, Наперекор судьбе, Скрытая правда, или наш секрет, Женщины-убийцы, Завтра — это навсегда, Братья-детективы, Я твоя хозяйка и Как говорится оказались наиболее популярными с участием актёра. Принял участие в трёх театральных постановках. Был трижды номинирован на премию TVyNovelas, из которых ему удалось одержать достойную победу в одной из них.

### Болезнь
У актёра Фабиана Роблеса был обнаружен рак и долгое время он боролся с болезнью и наконец в 2012 году ему удалось победить его.

## Фильмография
| Название                                             | Оригинальное название           | Роль                        |
| ---------------------------------------------------- | ------------------------------- | --------------------------- |
| Хуан и Ванеса                                        | Juan y Vanesa                   | Juan                        |
| Кандидатка (сериал, 2016—2017)                       | La candidata                    | Хосе                        |
| Пусть Бог тебя простит (сериал, 2015)                | Que te perdone Dios             | Julio                       |
| Нелюбимая (сериал, 2014)                             | La Malquerida                   | El Rubio                    |
| Лгать, чтобы жить (сериал, 2013)                     | Mentir para vivir               | Piero Verástegui            |
| Та, что не может любить (сериал, 2011—2012)          | La que no podía amar            | Efraín Ríos                 |
| Команда (сериал, 2011)                               | El Equipo                       | Mateo Acona                 |
| Как говорится (сериал, 2011 — …)                     | Como dice el dicho              | José                        |
| Я твоя хозяйка (сериал, 2010)                        | Soy tu dueña                    | Felipe Santibáñez           |
| Катарсис (короткометражка, 2010)                     | Catarsis                        | Actor joven                 |
| Братья-детективы (сериал, 2009)                      | Hermanos y detectives           |                             |
| Завтра – это навсегда (сериал, 2008 — …)             | Mañana es para siempre          | Vladimir Piñeiro            |
| Женщины-убийцы (сериал, 2008 — …)                    | Mujeres asesinas                | Pitayo                      |
| К черту красавчиков (сериал, 2007—2008)              | Al diablo con los guapos        | Rigoberto                   |
| Девочки, как вы (сериал, 2007)                       | Muchachitas como tú             | Federico Cantú              |
| Гвадалупе (2006)                                     | Guadalupe                       | Diego                       |
| Скрытая правда, или Наш секрет (сериал, 2006)        | La verdad oculta                | Roberto Zárate              |
| Соседи (сериал, 2005 — …)                            | Vecinos                         | Charro Negro                |
| Наперекор судьбе (сериал, 2005 — …)                  | Contra viento y marea           | Jerónimo                    |
| Ставка на любовь (сериал, 2004—2005)                 | Apuesta por un amor             | Álvaro Montaño              |
| Малышка Эми (сериал, 2004)                           | Amy, la niña de la mochila azul | Bruno Cervantes             |
| Класс 406 (сериал, 2002—2003)                        | Clase 406                       | Giovanni Ferrer Escudero    |
| Между любовью и ненавистью (сериал, 2002)            | Entre el amor y el odio         | Jose Alfredo Moreno         |
| Первая любовь... три года спустя (ТВ, 2001)          | Primer amor… tres años después  | Santiago García 'La Iguana' |
| Первая любовь (сериал, 2000—2001)                    | Primer amor… a mil por hora     | Santiago García 'La Iguana' |
| Три женщины (сериал, 1999—2000)                      | Tres mujeres                    | Ángel Romero                |
| Шалунья (сериал, 1997—1998)                          | Mi pequeña traviesa             | Martín                      |
| Без тебя (сериал, 1997)                              | Sin ti                          |                             |
| Любимый враг (сериал, 1997)                          | Amada enemiga                   | Marcos                      |
| Мне не жить без тебя (сериал, 1996)                  | Te sigo amando                  | Óscar                       |
| Узы любви (сериал, 1995 — …)                         | Lazos de amor                   | Geno                        |
| На одно лицо (сериал, 1995)                          | Bajo un mismo rostro            | Teo                         |
| Полет орлицы (сериал, 1994)                          | El vuelo del águila             | Porfirio Díaz (joven)       |
| Женщина, случаи из реальной жизни (сериал, 1985 — …) | Mujer, casos de la vida real    |                             |

### Камео
| Название                                             | Оригинальное название | Роль  |
| ---------------------------------------------------- | --------------------- | ----- |
| Сегодня ночью с Платанито (сериал, 2013 — …)         | Noches con Platanito  | гость |
| Premios TV y novelas 2006 (ТВ, 2006)                 |                       |       |
| Lo que no vio de premios TV y novelas (ТВ, 2005)     |                       |       |
| Premios TV y novelas 2005 (ТВ, 2005)                 |                       |       |
| Premio lo Nuestro a la música latina 2004 (ТВ, 2004) |                       |       |
| Sábado gigante (сериал, 1962—2011)                   |                       |       |

## Театральные работы
- Мы
- Панорама с моста (2012)